# Zach McWhorter
Zach McWhorter (né le 7 janvier 1999 à Springdale), est un athlète américain, spécialiste du saut à la perche. 

## Biographie
Il se distingue en 2023 en se classant deuxième des championnats des États-Unis en améliorant de 10 cm son record personnel avec un saut à 5,86 m.

## Palmarès

### International
| Date | Compétition           | Lieu     | Résultat | Marque |
| ---- | --------------------- | -------- | -------- | ------ |
| 2023 | Championnats du monde | Budapest | 8e       | 5,75 m |

### National
- Championnats des États-Unis d'athlétisme
  - 2e en 2023

## Records
| Épreuve          | Épreuve   | Marque | Lieu     | Date           |
| ---------------- | --------- | ------ | -------- | -------------- |
| Saut à la perche | Plein air | 5,86 m | Eugene   | 8 juillet 2023 |
| Saut à la perche | Salle     | 5,85 m | New York | 4 février 2022 |